# Малабу, Катрин
Катрин Малабу (фр. Catherine Malabou; род. 1959) — французский философ, профессор университета Париж X — Нантер.

## Биография и научные интересы
Катрин Малабу является профессором университета Париж X — Нантер и приглашенным профессором Университета штата Нью-Йорк в Буффало. Главный редактор философской серии «Non et Non» в издательстве Леон Шеер (Editions léo l’Scheer).
В центре интересов Малабу — связи между диалектикой и деконструкцией, которые анализируются через концепт «пластичность». В докторской диссертации «Будущее Гегеля: пластичность, темпоральность, диалектика» (фр. L'avenir de Hegel: plasticité, temporalité, dialectique), написанной под руководством Жака Деррида, Малабу определяет пластичность, как возможность одновременно придать и приобрести форму и таким образом открыться будущему. Но пластичность описывает не только формообразование, её можно понимать и как разрушение (деструкцию) любых форм.
Свою концепцию пластичности Малабу выводит как из философии Гегеля, так и из современных исследований нейронаук.
«La Countre-allée» — своеобразная антология разрозненных философских работ о философии Жака Деррида, его характер и понятие путешествия. В книге собраны оригинальные открытки Деррида с его замечаниями, которые возникали в ходе написания этой книги.
В книге «Хайдеггеровская смена» (Le Change Heidegger) Малабу исследует отношения между негативностью и трансформацией. В книге «Новые раненые» (Les nouveaux blessés) показан диалог между Гегелем и Фрейдом, речь идет о таких темах, как невыполнение, отрицание, отвержение и смерть. Феномен травмы связывает нейронауку, психоанализ и философию.